# Джиротрон
Джиротрон (на английски: Gyrotron) е вид електронна лампа с висока мощност. Този елемент генерира милиметрови електромагнитни вълни от циклотронния резонанс на електрони в силно магнитно поле. Изходните мощности на този елемент варират до стотици ватове и гигахерци. Основните части на гиротрона са електронна пушка, камера за ускоряване, резонансна камера (кухина), потопена в силно магнитно поле, преобразувател на режим и накрая колектор от електрони, всички от които са поставени във вакуумна тръба.. Японският 170 GHz ITER gyrotron притежава световен рекорд от 2,88 GJ (0,8 MW, 60 минути) и рекорд на ефективност от 55% при 1 MW, 800 s за тръби с изходна мощност над 0,5 MW.

## X2 и X3 Джиротрони
TCV джиротронната система се състои от девет джиротрона с обща мощност 4.5 MW, шест от които работят на втора хармоника на електронната циклотронна честота в плазмата и три работят на третата хармоника. От европейска научна агенция се изработва и джиротрон със 118 GHz работеща честота.
- Схема